# Brunšvik
Brunšvik este o localitate din comuna Starše, Slovenia, cu o populație de 394 de locuitori.